# Distance over Time
Distance over Time é o décimo quarto álbum de estúdio da banda estadunidense de metal progressivo Dream Theater, lançado em 22 de fevereiro de 2019 pela InsideOut Music. Distance over Time foi anunciado junto com uma turnê pela América do Norte na qual o Dream Theater o divulgará e  também celebrará o 20º aniversário de seu quinto álbum de estúdio, Metropolis Pt. 2: Scenes from a Memory (1999). Em 7 de dezembro de 2018, o primeiro single, "Untethered Angel", e seu videoclipe foram lançados. O segundo single, "Fall in the Light", foi lançado em 11 de janeiro de 2019. O terceiro single, "Paralyzed", e o vídeo que o acompanhava, foram lançados em 8 de fevereiro de 2019.

## Antecedentes e composição
Musicalmente, o Dream Theater decidiu criar um álbum "firme e focado" com um som mais pesado do que o anterior, The Astonishing (2016). "At Wit's End" foi a primeira peça a ser escrita e o processo de composição de todo o álbum durou 18 dias. A banda comparou a velocidade e o estilo do processo de escrita de Distance over Time com o de seu álbum de 2003, Train of Thought.
O Dream Theater gravou o álbum em uma cabana em Monticello, Nova York.
Com pouco menos de 57 minutos, sem incluir uma faixa bônus, Distance over Time é o primeiro álbum de estúdio do Dream Theater com menos de uma hora de duração desde o Images and Words de 1992, e o mais curto desde a estreia da banda em 1989, When Dream and Day Unite.
É o terceiro álbum de estúdio do Dream Theater que não apresenta canções de mais de dez minutos, depois de When Dream e Day Unite e The Astonishing, e o primeiro deles a incluir uma faixa com letras escritas pelo baterista Mike Mangini.

## Recepção da crítica
| Críticas profissionais | Críticas profissionais |
| Pontuações agregadas   | Pontuações agregadas   |
| Fonte                  | Avaliação              |
| ---------------------- | ---------------------- |
| Metacritic             | 82/100                 |
| Avaliações da crítica  |                        |
| Fonte                  | Avaliação              |
| AllMusic               | [ 14 ]                 |
| Classic Rock           | [ 15 ]                 |
| Consequence of Sound   | A-                     |
| Distorted Sound        | [ 17 ]                 |
| Exclaim!               | 8/10                   |
| Metal Hammer           | Positive               |
| Wall of Sound          | 7.5/10                 |
| RockNLoad              | [ 21 ]                 |

Distance over Time foi recebido com elogios pela crítica; recebeu uma pontuação média de 82/100 de 6 avaliações no Metacritic, indicando "aclamação universal". Escrevendo para AllMusic, Thom Jurek elogiou o álbum como uma reafirmação da identidade do Dream Theater e apreciou seu grau de frescor e energia.
Consequence of Sound resenhou o álbum positivamente, afirmando que "chamar um álbum de uma hora de duração de 'simplificado' pode parecer estranho, mas é exatamente o que Distance over Time é comparado ao último lançamento do Dream Theater, O The Astonishing de 2016 com 34 canções e duas horas e dez minutos. Embora o comprimento seja certamente mais curto desta vez, os arranjos expansivos do Dream Theater e composições complexas não foram reduzidos em seu 14º álbum de estúdio." A Kerrang! disse: "Sacrificando nada dessa musicalidade que é marca registrada, este é o Dream Theater na sua forma mais acessível, e eles não perdem nada por isso".
O portal Loudwire o elegeu como um dos 50 melhores discos de metal de 2019.
No dia de seu lançamento, Distance over Time alcançou o primeiro lugar na lista dos Top 100 Albums do iTunes.

## Faixas
Todas as músicas compostas por John Petrucci, John Myung, Jordan Rudess e Mike Mangini.
| Lista de faixas da edição regular; créditos de escrita conforme encarte |                                                                      |                     |         |  |
| N.º                                                                     | Título                                                               | Letras              | Duração |  |
| 1.                                                                      | "Untethered Angel" (Anjo livre)                                      | John Petrucci       | 6:14    |  |
| 2.                                                                      | "Paralyzed" (Paralisado)                                             | John P.             | 4:17    |  |
| 3.                                                                      | "Fall into the Light" (Cair na Luz)                                  | John Myung, John P. | 7:04    |  |
| 4.                                                                      | "Barstool Warrior" (Guerreiro da Banqueta de Bar)                    | John P.             | 6:43    |  |
| 5.                                                                      | "Room 137" (Quarto 137)                                              | Mike Mangini        | 4:23    |  |
| 6.                                                                      | "S2N" (Abreviação de "Signal to Noise", que significa "sinal-ruído") | John M., John P.    | 6:21    |  |
| 7.                                                                      | "At Wit's End" (No limite)                                           | James LaBrie        | 9:20    |  |
| 8.                                                                      | "Out of Reach" (Fora de Alcance)                                     | James               | 4:04    |  |
| 9.                                                                      | "Pale Blue Dot" (Pálido Ponto Azul)                                  | John P.             | 8:25    |  |
| Duração total:                                                          | Duração total:                                                       | Duração total:      | 56:57   |  |

| Faixa bônus    |                           |         |  |
| N.º            | Título                    | Duração |  |
| 10.            | "Viper King" (Rei Víbora) | 4:00    |  |
| Duração total: | Duração total:            | 60:57   |  |

## Créditos
Créditos adaptados das notas do encarte de Distance over Time
Dream Theater
- James LaBrie - vocais
- John Petrucci - guitarras, produção
- John Myung - baixo
- Jordan Rudess - teclados
- Mike Mangini - bateria

Produção
- James "Jimmy T" Meslin - gravação
- Richard Chycki - gravação de vocais, produção vocal adicional
- Ben Grosse - mixagem
- Tom Baker - masterização
- Hugh Syme - direção de arte, ilustração e design
- Mark Maryanovich - fotografia

## Paradas
| Parada (2019)                         | Maior colocação |
| ------------------------------------- | --------------- |
| Austrália (ARIA)                      | 10              |
| Áustria (Ö3 Austria Top 40)           | 5               |
| Bélgica (Ultratop Flandres)           | 8               |
| Bélgica (Ultratop Valônia)            | 8               |
| República Tcheca (ČNS IFPI)           | 9               |
| Canadá (Billboard)                    | 12              |
| Denmark (Hitlisten)                   | 4               |
| Países Baixos (Dutch Charts)          | 3               |
| Finlândia (Suomen virallinen lista)   | 4               |
| French Albums (SNEP)                  | 16              |
| Alemanha (Offizielle Deutsche Charts) | 1               |
| Hungria (MAHASZ)                      | 5               |
| Italian Albums (FIMI)                 | 4               |
| Japão (Oricon)                        | 10              |
| Noruega (VG-lista)                    | 3               |
| Polónia (ZPAV)                        | 10              |
| Portugal (AFP)                        | 4               |
| Escócia (Official Scottish Albums)    | 4               |
| Espanha (PROMUSICAE)                  | 6               |
| Swedish Albums (Sverigetopplistan)    | 4               |
| Suíça (Schweizer Hitparade)           | 1               |
| Reino Unido (Official Albums Chart)   | 12              |
| Estados Unidos (Billboard 200)        | 24              |